# Cuencas costeras entre límite regional y río Itata
Las cuencas costeras entre límite regional y río Itata son varias cuencas exorreicas contiguas de régimen pluvial ubicadas al oeste de la cordillera de la Costa y reunidas en el ítem 080 del Anexo:Inventario de cuencas de Chile (BNA).

## Límites y relieve
Este grupo de cuencas limita al norte con las cuencas costeras entre río Maule y límite regional, al oriente con la cuenca del río Maule y al sur con la cuenca del río Itata, cubriendo así un área de unos 620 km².: 61 

## Población
El sistema de información y monitoreo de biodiversidad del Ministerio del Medio Ambiente de Chile señala la siguiente distribución de la superficie de la cuenca entre las comunas (el porcentaje es de la cuenca):
| Región | Provincia | Comuna     | Hectáreas  | Porcentaje |
| ------ | --------- | ---------- | ---------- | ---------- |
| Maule  |           |            | 50,736     | < 0,1%     |
|        | Cauquenes |            | 50,736     | < 0,1%     |
|        |           | Pelluhue   | 50,736     | < 0,1%     |
| Ñuble  |           |            | 61.416,086 | 99,634%    |
|        | Itata     |            | 61.416,086 | 99,634%    |
|        |           | Quirihue   | 7.887,974  | 12,796%    |
|        |           | Cobquecura | 50.461,36  | 81,862%    |
|        |           | Ninhue     | 296,676    | 0,481%     |
|        |           | Treguaco   | 2.770,077  | 4,494%     |

Cobquecura y Quirihue son las más conocidas, pero en la costa se encuentran otros poblados muy freccuentados por los habitantes de la depresión intermedia de Chile, como Buchupureo y Colmuyao.

## Subdivisiones
La Dirección General de Aguas subdivide o reúne las cuencas de Chile acorde a las necesidades de estudio y gestión. Existen dos inventarios que han logrado ser aceptados como principales, el del inventario de cuencas del Banco Nacional de Aguas (BNA) de 1978, de mayor uso, y el inventario de cuencas del Departamento de Administración de Recursos Hídricos (DARH) de 2014 de mejor cartografía que ha obligado a redefinir algunos límites, a veces con cambios mayores, pero también por algunas redefiniciones del concepto de subcuenca.
Bajo el BNA el código del ítem es 080 y con el DARH es 0800.
La subdivisión del BNA es como sigue:
| Cuenca                                                        | Subcuenca | Subsubcuenca | Aguas                                                       | Área drenaje km² | Observaciones |
| ------------------------------------------------------------- | --------- | ------------ | ----------------------------------------------------------- | ---------------- | ------------- |
| 080 Cuencas costeras entre límite regional y río Itata (mapa) |           |              |                                                             |                  |               |
| 080                                                           | 0800      | 08000        | Costeras Entre Límite Región y Río Taucu (Incluido)         | 444              |               |
| 080                                                           | 0801      | 08010        | Costeras entre Río Taucu y Río Itata                        | 172              |               |
| total:                                                        | 2         | 2            | Región: XVI (100%) / Tipo: Exorreica / Desemb.: O. Pacífico | 616              |               |

La disposición de cuencas en el inventario DARH es la siguiente:
| Código | Nombre                                          | Código en mapa                                  | Tipología de cuenca                             | Vertiente de cuenca                             | Origen de cuenca                                | Temperatura media anual (C°)                    | Temperatura máxima (C°)                         | Temperatura mínima (C°)                         | Precipitación anual (mm)                        | Número de estaciones fluviométricas             | Número de estaciones pluviométricas             | Área (km²)                                      |
| ------ | ----------------------------------------------- | ----------------------------------------------- | ----------------------------------------------- | ----------------------------------------------- | ----------------------------------------------- | ----------------------------------------------- | ----------------------------------------------- | ----------------------------------------------- | ----------------------------------------------- | ----------------------------------------------- | ----------------------------------------------- | ----------------------------------------------- |
| 0800   | Cuenca Costeras entre límite Región y Río Itata | Cuenca Costeras entre límite Región y Río Itata | Cuenca Costeras entre límite Región y Río Itata | Cuenca Costeras entre límite Región y Río Itata | Cuenca Costeras entre límite Región y Río Itata | Cuenca Costeras entre límite Región y Río Itata | Cuenca Costeras entre límite Región y Río Itata | Cuenca Costeras entre límite Región y Río Itata | Cuenca Costeras entre límite Región y Río Itata | Cuenca Costeras entre límite Región y Río Itata | Cuenca Costeras entre límite Región y Río Itata | Cuenca Costeras entre límite Región y Río Itata |
| 080000 | Río Cobquecura                                  | 0                                               | Exorreica                                       | Pacífico                                        | Pluvial                                         | 12.2                                            | 23.2                                            | 4.3                                             | 936.4                                           | 0                                               | 0                                               | 186.5                                           |
| 080001 | Río Taucu                                       | 0                                               | Exorreica                                       | Pacífico                                        | Pluvial                                         | 12.1                                            | 23.3                                            | 4.1                                             | 996.5                                           | 0                                               | 0                                               | 188.6                                           |
| 080002 | Costeras entre Río Taucu y Río Itata            | 0                                               | Exorreica                                       | Pacífico                                        | Pluvial                                         | 12.3                                            | 23.0                                            | 4.5                                             | 1011.8                                          | 0                                               | 0                                               | 172.7                                           |

## Hidrología

### Red hidrográfica
Los cuerpos de agua considerados en esta categoría son:

### Caudales y régimen
El régimen de estas cuencas es netamente pluvial.: 61 

### Humedales
El sistema de información y monitoreo de biodiversidad del MMA no registra humedal alguno en el ítem 080.

### Glaciares
El inventario público de glaciares de Chile 2022 no registra glaciares en la zona.

### Desaladoras
El catastro nacional de plantas y proyectos de desalinización de agua de mar en Chile no registra desaladoras en esta lluviosa zona de Chile.

## Clima

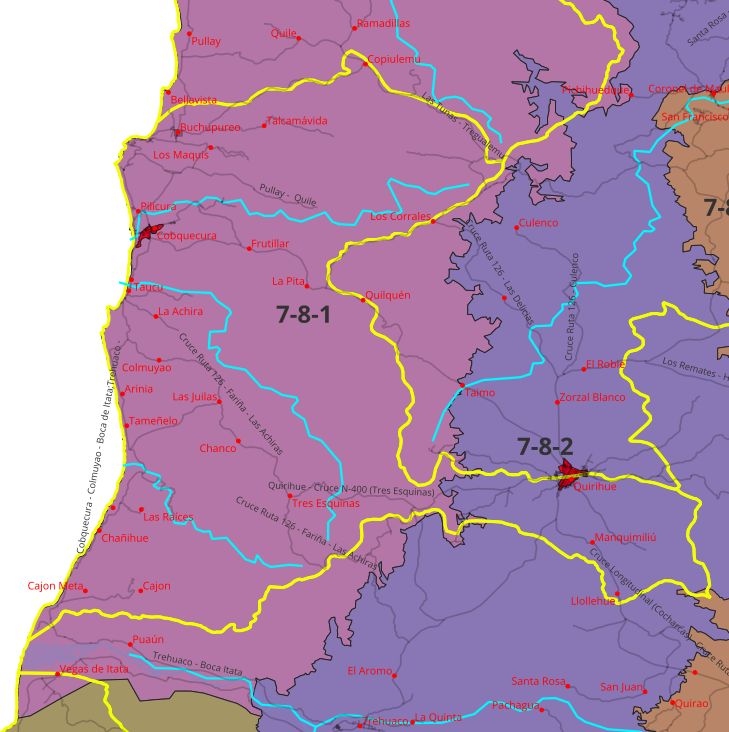
Distritos agroclimáticos en el ítem 080 del inventario de cuencas de Chile (BNA) según el es:Atlas agroclimático de Chile. Las líneas amarillas son los límites de las cuencas o ítems.

El Atlas agroclimático de Chile distingue dos distritos climáticos en las cuencas del ítem 080:
- 7-8-1 Templado cálido supratermal con régimen de humedad sub húmedo seco (Csb2Shs). La temperatura oscila entre un máximo de enero de 24,4 °C (máx de 26,3 °C y mín de 20 °C dentro del distrito) y un mínimo de julio de 6,3 °C (máx de 6,7 °C y mín de 5,3 °C dentro del distrito). Tiene un promedio de 339 días consecutivos libres de heladas. En el año se registra un promedio de 2 heladas. El período de temperaturas favorables a la actividad vegetativa dura 11 meses. Registra anualmente 1.362 días grado y 303 horas de frío acumuladas hasta el 31 de Julio. La precipitación media anual es de 920 mm y un período seco de 5 meses, con un déficit hídrico de 726 mm/año. El período húmedo dura 4 meses durante los cuales se produce un excedente hídrico de 375 mm.
- 7-8-2 Templado cálido supratermal con régimen de humedad sub húmedo seco (Csb2Shs). La temperatura oscila entre un máximo de enero de 27,1 °C (máx de 29 °C y mín de 24,6 °C dentro del distrito) y un mínimo de julio de 5,7 °C (máx de 6,5 °C y mín de 4,7 °C dentro del distrito). Tiene un promedio de 300 días consecutivos libres de heladas. En el año se registra un promedio de 3 heladas. El período de temperaturas favorables a la actividad vegetativa dura 9 meses. Registra anualmente 1.595 días grado y 395 horas de frío acumuladas hasta el 31 de Julio. La precipitación media anual es de 858 mm y un período seco de 6 meses, con un déficit hídrico de 838 mm/año. El período húmedo dura 4 meses durante los cuales se produce un excedente hídrico de 325 mm.

## Áreas bajo protección oficial y conservación de la biodiversidad
El Ministerio del Medio Ambiente registra dos áreas protegidas:
- Santuario de la naturaleza Islote Lobería e Iglesia de Piedra
- Santuario de la Naturaleza Humedal Desembocadura del río Itata,  área marginal al extremo sur del ítem 080